# Korosten
Korosten (ukrainsk: Ко́ростень, ukrainsk udtale: [ˈkɔrostenʲ]; historisk også Iskorosten Іскоростень}) er en historisk by og et stort transportknudepunkt i Zjytomyr oblast (provins) i det nordlige Ukraine. Den ligger ved floden Uzh. Korosten fungerer som administrativt centrum i Korosten rajon (distrikt), selv om den administrativt set ikke er en del af rajonen men er regnet som en by af regional betydning. Byen har en befolkning på omkring 61.496 (2022) indbyggere.

## Galleri
- Børneklinik i Korosten
- Bibliotek
- Erhvervsfaglig skole i Korosten
- Floden Uzh i byparken
- Prinsesse Olgas bad
- Boligbyggeri i Korosten
- Historisk bygning
- Bakke over floden Uzh i Korosten
- Korosten militærmuseum
- Ortodoks kirke for Sankt Olga i Korosten